# شلل دماغي كنعي
الشلل الدماغي الكنعي أو الشلل الدماغي مختل الحركة (بالإنجليزية: Athetoid cerebral palsy)‏ هو نوع من الشلل الدماغي، مرتبط بتلف، مثل الأشكال الأخرى من شلل الدماغ، في العقد القاعدية، تظهر على شكل آفات حدثت أثناء نمو الدماغ، بسبب الاعتلال الدماغي بالبيليروبين أو الإصابة الدماغية الإقفارية الاختناقية. يتميز الشلل الدماغي الكنعي بفرط التوتر ونقص التوتر العضلي كلاهما، على عكس الشلل الدماغي التشنجي والشلل الدماغي الرنحي، بسبب عدم قدرة الفرد المصاب على التحكم بالتوتر العضلي. يؤكَّد التشخيص السريري لحالة الشلل الدماغي الكنعي خلال 18 شهرًا من الولادة، ويعتمد قبل كل شيء على اختبار سلامة الوظائف الحركية وتقنيات التصوير العصبي. لا يوجد شفاء حاسم لحالة الشلل الدماغي الكنعي، ولكن تُستخدم بعض الأدوية في علاجه، بالإضافة لوجود علاج وظيفي وعلاج طبيعي وعلاج للنطق واللغة المتعثرة، وجميعها أظهرت بعض القدرة على علاج الأعراض.
يعتمد تصنيف حالات الشلل الدماغي على شدة الحالة والتوزيع الطبوغرافي لها، وسلامة الوظائف الحركية (انظر تحكم حركي). تُقاس شدة المرض عبر نظام تصنيف الوظائف الحركية الكبيرة أو التصنيف الدولي للوظيفة والإعاقة والصحة (مشروح أدناه بمزيد من الاستفاضة). يعتمد التصنيف المبني على الصفات الحركية على تصنيف الشلل الدماغي تبعًا لمكان التلف في الدماغ، بصفته حادثًا في سبيل الأعصاب القشرية الشوكية أو المناطق خارج السبيل الهرمي. يُعتبر الشلل الدماغي الكنعي مختل الحركة نوعًا لاتشنجيًا، خارج السبيل الهرمي، من الشلل الدماغي (ينتج الشلل الدماغي التشنجي، على النقيض، من تلف لسبيل الأعصاب القشرية الشوكية). ينقسم الشلل الدماغي اللاتشنجي إلى مجموعتين: مختل الحركة ورنحي. وينقسم الشلل الدماغي مختل الحركة إلى مجموعتين آخريين: كنعي رقصي وتوتري خللي. يتميز الشلل الدماغي الكنعي الرقصي بحركات لاإرادية تُلاحظ في الوجه والأطراف. يتميز الشلل الدماغي التوتري الخللي بانقباضات بطيئة قوية، ربما تأخذ مكانًا محددًا أو تكون معممة على كامل الجسم.
يصنف الأطباء الشلل الدماغي سريريًّا طبقًا للتوزيع الطبوغرافي لتشنج العضلات. تصنف هذه الطريقة الأطفال إلى ذوي شلل ثنائي (إصابة ثنائية الأطراف، تُصاب فيها الأرجل بصورة تفوق الأذرع)، وشلل نصفي (إصابة على جانب واحد من الجسم)، أو شلل رباعي (إصابة ثنائية يتساوى فيها التأثير على الأرجل والأذرع).

## الأعراض والعلامات
يتسم الشلل الدماغي الكنعي بحركات لاإرادية بطيئة في الأطراف وجذع الجسم. قد يحدث الرقاص، وهو عبارة عن حركات لاإرادية سريعة وقصيرة، وعشوائية وتكرارية. تزيد حدة الحركات غير الإرادية في فترات الضغط العاطفي والإثارة، وتختفي عندما ينام المريض أو ينشغل بشيء ما. يصعب على المريض الحفاظ على وضعه أو توازنه عند الجلوس أو الوقوف أو المشي بسبب الحركات غير الإرادية وتذبذبات التوتر العضلي. يصعب على المريض أداء الأنشطة المتطلبة لدرجة عالية من التنسيق، مثل الوصول لإحدى الأغراض والتقاطها بيده. قد تتأثر عضلات الوجه واللسان، مسببة تجهمًا وجهيًا لاإراديًا، وتعبيرات وترويل غير إراديين. تنتشر اضطرابات التلفظ واللغة في مرضى الشلل الدماغي الكنعي، وتُعرف بالرتة أو عسر التلفظ. ربما يعاني المصابون بالشلل الدماغي الكنعي من مشكلات في الأكل. يصاحب المرض فقدان السمع، وقد ترتبط بالشلل الدماغي الكنعي إعاقة بصرية. ربما تكون الأعراض المبدئية حولًا وحركات لاإرادية للعين. يعتمد الأطفال المصابون بهذه الإعاقات بشدة على التنبيه البصري، خاصة الذين يعانون من الصمم الحسي. تتدهور القدرات الإدراكية في 30% من الحالات. ويُصاب 25% بالصرع.

## السبب
الشلل الدماغي حالة عصبية غير تصاعدية، تنتج من إصابة الدماغ، وتشوهها قبل اكتمال النمو الدماغي. يرتبط الشلل الدماغي الكنعي بإصابة السُبل خارج الهرمية وتشوهها، في منطقة العقد القاعدية أو المخيخ. تنشأ الآفات في تلك المنطقة عبر إصابة إقفارية اختناقية للدماغ أو بسبب اعتلال الدماغ بزيادة مادة البيليروبين.

### الإصابة الدماغية الإقفارية الاختناقية
الإصابة الدماغية الإقفارية الاختناقية شكل من أشكال نقص التأكسج الدماغي، وفيها لا يستطيع الأكسجين الانتشار للخلايا في الدماغ. آفات البطامة والمهاد من الأسباب الأولية لحالة الشلل الدماغي الكنعي، وقد تحدث أثناء النماء السابق للولادة أو بفترة قصيرة بعد الولادة. تحدث الآفات الناشئة بعد تلك الفترة نتيجة للإصابة الدماغية أو العدوى. لا تتأثر القشرة الدماغية والمادة البيضاء غالبًا، لذلك لا يتأثر ذكاء الطفل.

### الاعتلال الدماغي بزيادة مادة البيليروبين
تُعرف حالة الاعتلال الدماغي بزيادة مادة البيليروبين باليرقان النووي، وهي حالة تجمع البيليروبين في المادة الرمادية للجهاز العصبي المركزي. يصيب فرط البيليروبين العقد القاعدية والنواة المحركة للعين، والنواة السمعية في جذع الدماغ. ينتج الاعتلال الدماغي بزيادة البيليروبين من عوامل فيزيولوجية مرضية عديدة، منها انتقال البيليروبين عبر الحاجز الدموي الدماغي إلى العصبونات. يؤدي الاختلال البسيط إلى تدهور إدراكي، بينما يؤدي الاختلال الشديد إلى شلل دماغي كنعي. يسبب فرط البيليروبين آفات في الكرة الشاحبة والوطاء. قد تساهم اختلالات الحاجز الدموي الدماغي أو الإصابة الإقفارية الاختناقية في تجمع البيليروبين في الدماغ. استطاع الطب تقليل حالات اعتلال الدماغ بزيادة البيليروبين بالمتابعة الفعالة وعلاج فرط البيليروبين لدى الأطفال المبتسرين. تناقص عدد الأطفال المصابين بحالة الشلل الدماغي الكنعي بسبب العناية بحالات اليرقان النووي خلال الخمسين عامًا الماضية. سيكون لهؤلاء الأطفال ذكاء طبيعي في أغلب الحالات.

## التشخيص

### الوظائف الحركية
الإعاقات الحركية والوضعية منتشرة في جميع أنواع الشلل الدماغي، لذلك اعتمد التشخيص تاريخيًا على إبلاغ الوالدين عن حالة النمو الحركي وتأخرها لدى الطفل، مثل فشله في الجلوس قائمًا، والوصول للأغراض، والحبو، والوقوف، والمشي في الأعمار الملائمة. يعتمد تشخيص الشلل الدماغي الكنعي أيضًا على التقييم السريري بالتوازي مع تأخر المعالم النمائية للطفل. تعتمد التقييمات السريرية الحالية على نظام تصنيف الوظائف الحركية الكبيرة والتصنيف الدولي للوظيفة والإعاقة والصحة (المسمى سابقًا التصنيف الدولي للمرض والإعاقة)، ومقاييس التدهور الحركي الفعالة في تقييم حدة الشلل الدماغي. يتسم الشلل الدماغي الكنعي بعدم قدرة الفرد على التحكم بالتوتر العضلي، ويمكن تقييم ذلك عبر أنظمة التصنيف.

### التصوير العصبي
يُستخدم التصوير بالرنين المغناطيسي لتحديد العيوب المورفولوجية بالدماغ، خاصة المرتبطة بالشلل الدماغي الكنعي، الخاضعة لخطر الإصابة بالحالة، أو التي أظهرت بعضًا من أعراضها من قبل. ترتبط العيوب الظاهرة في الشلل الدماغي الكنعي بآفات في العقد القاعدية. تتناسب شدة المرض مع شدة ومدى هذه العيوب، وتزداد عند ظهور آفات إضافية في مناطق أخرى في المادتين الرمادية العميقة أو المادة البيضاء. يستطيع التصوير بالرنين المغناطيسي أيضًا التعرف على تشوهات الدماغ، وتآكل المادة البيضاء المحيطة بالبطين، والمناطق المتأثرة بالإصابة الإقفارية الاختناقية، التي تلعب جميعها دورًا في الإصابة بالشلل الدماغي الكنعي. يصل معدل اكتشاف التصوير بالرنين المغناطيسي لحالات الشلل الدماغي الكنعي إلى 54.5% تقريبًا، بالرغم من اختلاف هذه الإحصائية بناءً على عمر المريض وسبب المرض، وقد أشارت بعض التقارير لنسبة تعلو عنها.

## العلاج

### العلاج الطبيعي والوظيفي
يُعتبر العلاج الفيزيائي والعلاج الوظيفي من الركائز الأساسية لعلاج الشلل الدماغي الكنعي. يبدأ العلاج الطبيعي بعد التشخيص بفترة وجيزة، ويركز على قوة الجذع والحفاظ على الهيئة. يساعد العلاج الطبيعي في تحسين الحركة ومجال الحركية والقدرة الوظيفية وجودة الحياة. يصف المعالج تمرينات وأنشطة محددة للمساعدة في منع تدهور العضلات أو تصلُّبها في مكانها، وللمساعدة في تحسين التنسيق الحركي. يشدد العلاج الوظيفي للأطفال المصابين بالشلل الدماغي الكنعي على الوظيفة، ويساعد المعالج الطفل في أنشطة الحياة اليومية، مثل الإطعام والملبس والاستحمام واستخدام المرحاض والتزين. تدخل جوانب عديدة أخرى من العلاج الوظيفي في الاعتبار، وربما يساعد المعالج الطفل في التقاط القلم ومهارات الكتابة واللعب. يستعين المعالج الوظيفي بأنشطة الحياة اليومية من أجل الوصول للنتيجة الوظيفية المطلوبة.

### علاج التلفظ
ينتشر عسر التلفظ في مرضى الشلل الدماغي الكنعي. علاج التلفظ علاجٌ لأمراض التواصل، ومنها اضطرابات إنتاج الألفاظ ونبرة الصوت والترتيل والتنفس والاضرابات التنفسية. ينصح المعالج اللفظي بإجراء بعض التمرينات، وقد يساعد عالم أمراض التلفظ واللغة في تحسين مهارات الحركة الكلامية، واستعادة التلفظ، وتحسين مهارات الاستماع، واستخدام الإسعافات التواصلية أو لغة إشارة إذا كان الأمر ضروريًا.

### العلاج الدوائي
تُستخدم الأدوية التي تعمل عن طريق كبح النواقل العصبية الإثارية للتحكم في التشنجات ومنعها. يُستخدم باكلوفين بطريق الإعطاء داخل القراب، ومعاضد حمض الغاما-أمينوبيوتيريك، لتقليل التوتر العضلي، وأظهرا تقليلًا في تواتر التشنجات العضلية لدى مرضى الشلل الدماغي الكنعي. أظهر عقار تيترابينازين المستخدم في علاج داء هنتنغتون كفاءته في علاج الرقاص.

### التحفيز العميق للدماغ
التحفيز العميق للدماغ تقنية تستخدم أقطابًا موضوعة على الدماغ لتعديل نشاطه، بإرسال إشارات كهربية ثابتة للأنوية القريبة. يستهدف علاج مشاكل التوتر العضلي عن طريق التحفيز العميق للدماغ تعديل نشاط الكرة الشاحبة، وأثبت كفاءته في ذلك، وتحسنت الأعراض المرتبطة بالشلل الدماغي الكنعي. لا نعرف الآلية المحددة التي يعمل بها التحفيز العميق للدماغ لعلاج الشلل الدماغي الكنعي. يحسن التحفيز العميق للدماغ الموجه للكرة الشاحبة الداخلية من خلل التوتر لدى المرضى المصابين به بنسبة 40%، بسبب الاختلاف في إصابات العقد القاعدية غالبًا.

## المآل
تعتمد شدة التدهور ومآل المرض المتعلق به على موقع الآفات الموجودة في الدماغ وشدتها. سيستطيع نحو 50% من المرضى تحقيق درجة ما من المشي. تنتشر في هؤلاء المرضى مشاكل التلفظ كالرتة.